# هرمان ملفيل
هرمان ملفيل (1819-1891م) (بالإنجليزية: Herman Melville) وُلد ملفيل هرمان في مدينة نيويورك عام 1819. من أبرز الروائيين في أمريكا. كتب موبي ديك، وهي واحدة من أشهر الروايات الأدبية. ترجع شهرته إلى هذه الرواية بشكل رئيس، لكنَّ كثيراً من أعماله الأخرى هي أيضاً إبداعات أدبية عالية المستوى؛ تمتزج فيها الحقيقة والخيال والمغامرة والرمزية البارعة. كتب ملفيل عن تجاربه بطريقة جذابة جعلته أحد أكثر الكُتَّاب شعبية في زمانه. وقد أضفى على مغامراته خيالاً خصباً وشكلاً فلسفياً، إلى جانب مهارةٍ فائقة في استعمال اللغة الإنجليزية الأمريكية.

## حياته
عاش أولى سنين حياته في جو عائلي مضطرب، في عام 1832 بعد وفاة والده اضطره جفاء والدته وسوء معاملتها إلى الابتعاد عن المنزل والسكن في مزرعة يملكها أحد أقربائه، وفيها عاش أسعد سنين حياته. تنقل في شبابه بين مهن كثيرة، ولكن حب البحر كان في يجري في عروقه؛ فانضم عام 1841 إلى طاقم الاكوشنت المقلعة نحو البحار الجنوبية حيث استوحى أعظم رواياته. وفي تلك الرحلة عومل ملفيل معاملة وحشية فاغتنم فرصة رسو السفينة في ميناء ماركيساس وهرب منها بصحبة رفيق له، ليسقط أسيرا لدى قبيلة بوليزية من أكلة لحوم البشر لمدة أربعة أشهر؛ ثم هرب بعدها بواسطة سفينة أسترالية لصيد الحيتان. في عام 1843 خدم ملفيل في البحرية الأمريكية، وحين سرح من الخدمة في العام التالي؛ قصد منزل شقيقه في لانسبرغ وعاش معه. عام 1847 تزوج ملفيل من اليزابيث شاو ورزق منها بصبيين ماتا في الطفولة، ثم بفتاتين. بعد ذلك انتقل ملفيل إلى انجلترا وعاش في مزرعة اروهد في بيتسفيلد وهناك كتب رائعته الشهيرة موبي ديك، ولكن الحظ السيء لازمه بعد ذلك فتعرض لانتكاسات اقتصادية ومنى بخسارة كبيرة حين احترق مستودع الكتب الذي يملكه واحترقت جميع محتوياته.
يُعد ملفيل من الكتاب الذين يصعب وصفهم وإعطاء نمط قصصي معين لهم، فأدبه ينتقل من الرومانسية إلى الفلسفة إلى السيرة كما في كتاب بيير، حيث يجول ملفيل في أعماق نفسه ويصف فلسفته في الحياة.

### 1845 – 1850: كاتب ناجح
عند عودة ملفيل، أعاد السعادة إلى عائلته وأصدقائه بقصصه المليئة بالمغامرة وتجاربه الرومانسية، فشجعوه على وضعها في كتاب. أكمل ملفيل كتابه الأول تايبي في صيف عام1845 أثناء إقامته في تروي. وجد شقيقه جانسيفورت ناشرًا له في لندن، إذ نشره جون موراي في فبراير 1846، وأصبح أكثر الكتب مبيعًا بين عشية وضحاها، ثم في نيويورك في 17 مارس من قبل وايلي آند بوتنام. كان الكتاب مُستوحى من مغامراته في جزيرة ماركيساس، وهو أبعد ما يكون عن السيرة الذاتية الموثوقة، إذ مدّد ملفيل الفترة التي قضاها الراوي في الجزيرة لمدة ثلاثة أشهر، وجعله يفهم اللغة الأم.
كان ملفيل سعيدًا، لكن بنفس الوقت مرتبكًا بعض الشيء من تعظيم جمهوره، وبعدها بسنوات عبّر ملفيل عن مخاوفه بأنه سينتقل للأجيال على أنه «رجل عاش بين أكلة لحوم البشر». أعاد الكتاب العلاقة بين ملفيل وصديقه غريني (توبي في الكتاب). تراسل الصديقان حتّى عام 1863، وحافظوا على علاقة طيبة كل حياتهما. في سنواته الأخيرة، استطاع ملفيل أن يجد مكان صديقه القديم. في مارس1847، نُشر أومو كتتمة لكتاب تايبي من قبل موراي في لندن، وفي مايو من قبل هاربر في نيويورك. يعتبر أومو «كتابًا أخف ولكنه أكثر احترافية»، وفقًا لما ذكره ميلدر. منح الكتابان ملفيل شهرةً كبيرة ككاتب ومُغامر. كان ميلفل يستمتع في كثير من الأحيان بإخبار قصصه ومغامراته لمعجبيه، وكما كتب الكاتب والمحرّر ناثانييل باركر ويليس: «مع سيجاره وعينيه الإسبانيتين، متحدّثًا عن تايبي وأومو، يشبه أسلوب كلامه تمامًا تدفق أفكاره الرائعة على الورق». في عام 1847، حاول ملفيل دون جدوى العثور على وظيفة حكومية في واشنطن.
في يونيو1847، خطب ملفيل وإليزابيث «ليزلي» ناب شو، بعد أن عرفا بعضهما البعض لمدة ثلاثة أشهر تقريبًا. طلب ملفيل يدها من والدها ليمويل شو في مارس، لكنّ الوالد رفضه في ذلك الوقت. كان والد ليزي صديقًا مقرّبًا لوالد ملفيل وخالته نانسي، واستمرت صداقته مع آل ملفيل بعد وفاة آلان. تزوّج الثنائي في  4أغسطس من عام1847 . أرادت ليزلي أن تتزوّج في كنيسة، ولكن حفل زفافها كان من النوع الضيّق، وأُقيم في المنزل لتجنب الحشود التي ستتجمع على أمل رؤية المشاهير. قضى الزوجان شهر العسل في كندا، وسافرا إلى مونتريال. استقرا بعدها في منزل في الجادة الرابعة في مدينة نيويورك (التي تسمى الآن بارك أفينو).
وفقًا للباحثَين جويس ديفو كينيدي وفريدريك جيمس كينيدي، كانت ليزلي تتمتع بالعديد من الخصال التي أضافتها للعلاقة، مثل الالتزام الديني، والنية الصادقة لتأسيس منزل مع ملفيل بغض النظر عن المكان، والرغبة الدائمة في إرضاء وإسعاد زوجها حتى لو اضطراها الأمر للقيام بالأعمال الشاقة، والقدرة على إخفاء مشاعرها السلبيّة وهياجها، وحماية زوجها من الكراهية.
في مارس1848، نُشر كتاب ملفيل الثالث ماردي بواسطة ريتشارد بنتلي في لندن، وفي أبريل من قبل هاربر في نيويورك.  يقول ناثانيل هوثورن إنه كتاب غني «مع دخول في تفاصيل كثيرة تجبر الإنسان على الغوص في بحر تفاصيل حياته». وفقًا لما ذكره ميلدر، بدأ الكتاب كقصة أخرى في بحر الجنوب، ولكن ملفيل ترك هذا النوع وراءه، أولًا لصالح قصة حب بين أبطال الرواية، ثم لرحلة مجازية للفيلسوف بابالانجيا ورفاقه عبر أرخبيل ماردي الوهمي.
في أكتوبر1849، نُشر كتاب ملفيل الرابع ريد بام من قبل بنتلي في لندن، وفي نوفمبر من قبل هابر في نيويورك. يعتبر كاتب السيرة الذاتية روبرتسون لورانت العمل «محاولة متعمدة لنيل الرضا الشعبي». نُشرت روايته التالية وايت جاكيت من قبل بنتلي في لندن في يناير 1850.

### 1852 – 1857: كاتب غير ناجح
علّق ملفيل آمالًا كبيرة على نجاح كتابه القادم، وظن أنه سيرضي الجمهور. في أبريل من عام 1851، أخبر الناشر البريطاني ريتشارد بنتلي أن كتابه الجديد يمثّل «إبداعًا لا يرقى إليه الشك»، وكان غنيًا بعناصر الرومانسية والغموض، ولكنّ كتاب بيير: الغموض لم يلقَ إقبالًا جيدًا من قبل الجمهور، وشنّت ذا نيويورك داي بوك هجومًا قاسيًا عليه في 8 سبتمبر 1852 تحت عنوان «المجنون هرمان ملفيل».

### 1857 – 1876: الشعر
في عام 1864، زار ملفيل ساحات المعارك في فرجينيا في الحرب الأهلية الأمريكية. نشر ملفيل بعد الحرب كتابه المعارك وجوانب الحرب، وهي مجموعة من 72 قصيدة، بيع منها  525 نسخة فقط على مدار السنوات العشرة التالية من أصل 1200 نسخة، وتجاهلها المراجعون تمامًا.
على الرغم من انتهاء مهنة الكتابة المهنية لملفيل، فقد استمر بتكريس وقته لكتاباته. قضى سنوات في إنجاز كلاريل: قصيدة وحج في الأراضي المقدسة، التي سماها ميلدر «تحفة ملفيل الخريفية»، وهي قصيدة ملحمية من 18000 سطر مستوحاة من رحلته عام  1856إلى الأراضي المقدسة. تعتبر واحدة من بين أطول القصائد في الأدب الأمريكي. الشخصية الرئيسية هي طالب شاب يدرس اللاهوت ويسافر إلى القدس لتجديد إيمانه. موّل نشر 350 نسخة من إرث تلقاه من عمه في عام1876 ، ولكن المبيعات فشلت فشلًا ذريعًا، وحُرقت النسخ غير المباعة لأن ملفيل لم يكن قادرًا على شرائها بسعر التكلفة.

### 1877 – 1891: سنوات حياته الأخيرة
في عام 1884، تمكّن ملفيل من إنفاق 25 دولارًا (أي ما يعادل  697دولارًا في عام 2018) على الكتب والمطبوعات كل شهر، عندما حصلت ليزلي على إرث من أحد أقاربها. تقاعد ملفيل في  31ديسمبر 1885 بعد أن ترك العديد من أقارب زوجته المزيد من الإرث للزوجين. في  22 فبراير 1886، توفي ستانفيكس ملفيل في سان فرانسيسكو عن عمر يناهز 36 عامًا، على ما يبدو بسبب مرض السل. في عام 1889، أصبح ملفيل عضوًا في مكتبة جمعية نيويورك.
عادت شعبية ملفيل بشكل متواضع في إنجلترا عندما أعاد القرّاء اكتشاف رواياته في أواخر القرن التاسع عشر. نُشرت سلسلة من القصائد المستوحاة من تجاربه المبكرة في البحر، مع ملاحظات ونثر، في مجموعتين لأقاربه وأصدقائه. نُشرت الأولى جون مار وغيره من القصائد في عام 1888، تلاها تيمولون في عام 1891. بدأ ملفيل إعادة صياغة العنوان الرئيسي لإحدى هذه القصائد، وتوسيعه أولًا كقصة قصيرة وفي النهاية كرواية قصيرة. عمل عليها بشكل دوري لعدة سنوات، ولكن عندما توفي صباح يوم 28 سبتمبر 1891، كانت غير مكتملة بعد.
تُظهر شهادة وفاة ملفيل أن السبب هو «توسع العضلة القلبية». دُفِن في مقبرة وودلون في ذا برونكس في مدينة نيويورك. تروي قصة شائعة أن صحيفة نيويورك تايمز نعته تحت عنوان «هنري ملفيل»، ما يعني أنه لم يكن معروفًا وغير مقدر في وقت وفاته، لكن القصة غير صحيحة. نُشر مقال لاحق في 6 أكتوبر في نفس الجريدة يشير إليه بأنه «الراحل هيرام ملفيل»، ويبدو كأنه خطأ في تنضيد الحروف.
نشرت ليزي الرواية القصيرة التي كان ملفيل يعمل عليها عند وفاته، وأضافت عليها ملاحظات. بقيت الرواية المكتوبة بخط يده حتى عام 1919، عندما عثر عليها أول كاتب سيرة ذاتية لملفيل ريموند ويفر. نسخ ويفر المخطوطة وعدلها إلى نص كامل نشره في عام  1924باسم بيلي باد، البحار. حققت الأخيرة نجاحًا فوريًا في إنجلترا ثم في الولايات المتحدة. اقتُبست منها مسرحية عُرضت على مسرح برودواي في عام 1951، ثم أوبرا، وفي عام 1961 أُنتج فيلم مُقتبس عنها. نُشرت نسخة منقحة من الرواية في عام 1962، بعد أن درس اثنان من الباحثين الأوراق لعدة سنوات.

## أسلوب الكتابة

### أسلوب السرد العام
يُظهر أسلوب كتابة ملفيل كلًّا من الاتساق والتغييرات الهائلة على مر السنين. تأجلَّ تطوره «بشكل غير طبيعي، وعندما جاء، جاء مع اندفاع وقوة كان فيها خطر الإرهاق السريع». كتب ملفيل «أجزاء من مكتب»، في وقت مبكر عندما كان عمره عشرين عامًا، يرى الباحث سيالتس «عددًا من العناصر التي تتوقع كتابة ملفيل في وقت لاحق، وخاصةً عادته المميزة في التلميح الأدبي الوفير». كان تيبي وأومو من المغامرات الوثائقية التي دعت إلى تقسيم القصة إلى فصول قصيرة. يتحمل مثل هذه الانضباط خطر التشتت عندما يُطبق على عمل طويل مثل ماردي، إلا أنّ مع ردبورن والرداء الأبيض، حوّل ملفيل الفصول القصيرة إلى سرد كثيف.
بعض فصول موبي - ديك لا تتعدى الصفحتان في الطبعات المعيارية، وكمثال على ذلك الفصل 122، مُؤلفًا من فقرة واحدة من ست وثلاثين كلمة. إن التعامل البارع مع الفصول في موبي - ديك هو واحد من أكثر التوقيعات الملفليانية تطورًا، ومقياس لأسلوبه البارع في الكتابة. أصبحت الفصول المُنفردة «مقياسًا لتقدير فن ملفيل وشرح» لموضوعاته. في المقابل، تنقسم الفصول في بيير، والتي تُسمى الكتب، إلى أقسام قصيرة مُرقمة، على ما يبدو أنها «تسوية رسمية غريبة» بين طول كتابات ملفيل الطبيعي وغرضه من كتابة قصة رومانسية مُنتظمة استدعت فصولًا أطول. مع إدخال عناصر الهجاء، يستعيد ترتيب الفصل «درجة ما من التنظيم ووتيرة بعيدًا عن الفوضى». عادت وحدة الفصل المعتادة إلى الظهور في إسرائيل بوتر، رجل الثقة بل وحتى كلاريل، ولكنها تحولت فقط إلى «جزء جوهريّ في الإنجاز الخلاق كله» مرة أخرى في التجاور بين اللكنات والمواضيع في بيلي بود.
يشير نيوتن أرفين إلى أن الكتب التي ظهرت بعد ماردي تبدو سطحية وكأن كتابة ملفيل عادت إلى أسلوب أول كتابين له. في الواقع، لم تكن حركته «متراجعة ولكن حركة حلزونية»، وبينما قد تفتقر ريدبورن والرداء الأبيض إلى العفوية، وسحر الشباب بأول كتابين له، تعد «أكثر كثافة في المادة، وأغنى في الشعور، ومرسومة بإحكام، وأكثر تعقيدًا، وأكثر تلميحًا في الحبكة والصور المجازية». يحقق إيقاع النثر في أومو «ما يزيد قليلًا عن السهولة؛ اللغة شبه محايدة وبدون خصوصية»، في حين يُظهر ريدبورن قدرة مُحسنة في السرد الذي دمج بين الصور المجازية والعاطفة.
كانت أعمال ملفيل الأولى «شديدة الزخرفة في الأسلوب بشكل متزايد»، نَمت مفردات ملفيل بشكل غزير في  موبي - ديك. يُسميها بيزانسن «أسلوب متنوع للغاية». وفقًا لما ذكره الناقد وارنر برثوف، يُمكن التعرف على ثلاثة استخدامات مميزة للغة. أولًا، التكرار المبالغ فيه للكلمات، كما في السلسلة «مثير للشفقة» و«شفقة» و«يشفق» و«جدير بالشفقة» (الفصل الواحد والثمانون، «التقاء البيكود مع العذراء»). استخدام نموذجي ثانٍ هو استخدام تركيبات تتضمن اسم وصفة غير اعتيادية، كما هو الحال في «الحاجب الكثيف» و«الرجولة العفيفة» (الفصل السادس والعشرون، «ليالٍ وإقطاعيون»). والسمة الثالثة هي وجود مُعدَّل للمشاركة لتأكيد وتعزيز التوقعات التي سبق أن وضعها القارئ، مثل الكلمة «استهلال» و«إنذار» («ساكنًا جدًا وخاضعًا ومع ذلك بطريقةٍ ما كان كلّ المشهد مُستهلًا...» «في هذه الفترة الزمنية المُنذرة...»).

## أهم أعماله
- خيمة الهندي 1847 (بالإنجليزية: Typee)
- اومو 1847 (بالإنجليزية: Omoo)
- السترة البيضاء 1850 (بالإنجليزية: White-Jacket)
- بارتلبي النساخ 1853 (بالإنجليزية: Bartleby, the Scrivener: A Story of Wall Street)
- موبي ديك (الحوت الابيض) 1851 (بالإنجليزية: Moby-Dick)
- بيير (الغموض) 1852 (بالإنجليزية: Pierre)
- قصص من بياز 1856 (بالإنجليزية: The Piazza Tales)
- بيلي باد 1934 (بالإنجليزية: Billy Budd)

## روابط خارجية
- هرمان ملفيل على موقع IMDb (الإنجليزية)
- هرمان ملفيل على موقع الموسوعة البريطانية (الإنجليزية)
- هرمان ملفيل على موقع ميوزك برينز (الإنجليزية)
- هرمان ملفيل على موقع قاعدة بيانات برودواي على الإنترنت (الإنجليزية)
- هرمان ملفيل على موقع إن إن دي بي (الإنجليزية)
- هرمان ملفيل على موقع ديسكوغز (الإنجليزية)
- هرمان ملفيل على موقع قاعدة بيانات الفيلم (الإنجليزية)